# 利物浦和曼徹斯特鐵路
利物浦和曼徹斯特鐵路（英語：Liverpool and Manchester Railway，缩写为L&MR），是1830年9月15日開通的一条连接利物浦蘭開夏郡和曼徹斯特的鐵路。這是世界第一條完全使用蒸汽作為動力的鐵路，不允許馬車駛入。同时也是世界上第一条全线采用双线的铁路，以及第一条拥有真正信号系统及时刻表的铁路。
这条铁路主要是为了在利物浦港与曼彻斯特及周边城镇的棉纺厂和工厂之间提供更快的原材料、成品和乘客运输而建造，并取得了財務上的成功。1845年，這條鐵路被大交匯鐵路（Grand Junction Railway, GJR）合併。